# Gâteau (album)
Albums de Henri Dès
Polissongs
(2005) L'hirondelle et le Papillon
Gâteau est le quinzième album pour enfants d'Henri Dès, sorti en 2007.
Il s'agit d'un double disque, l'un comptant onze nouvelles chansons et l'autre 14 reprises de ses anciens succès plus une reprise de Gâteau. Il est accompagné d'un livret de 40 pages, illustré de même que la pochette par Étienne Delessert.

## Liste des chansons
1. Gâteau
2. On rangera plus tard
3. C'est mon vélo
4. J'comprends pas tout
5. Pipi
6. La dent de lait
7. Encore un petit dodo
8. Mangeons des pommes
9. L'ogre et le petit Poucet
10. Le vilain crapaud
11. Les étoiles